# Hans Waechter

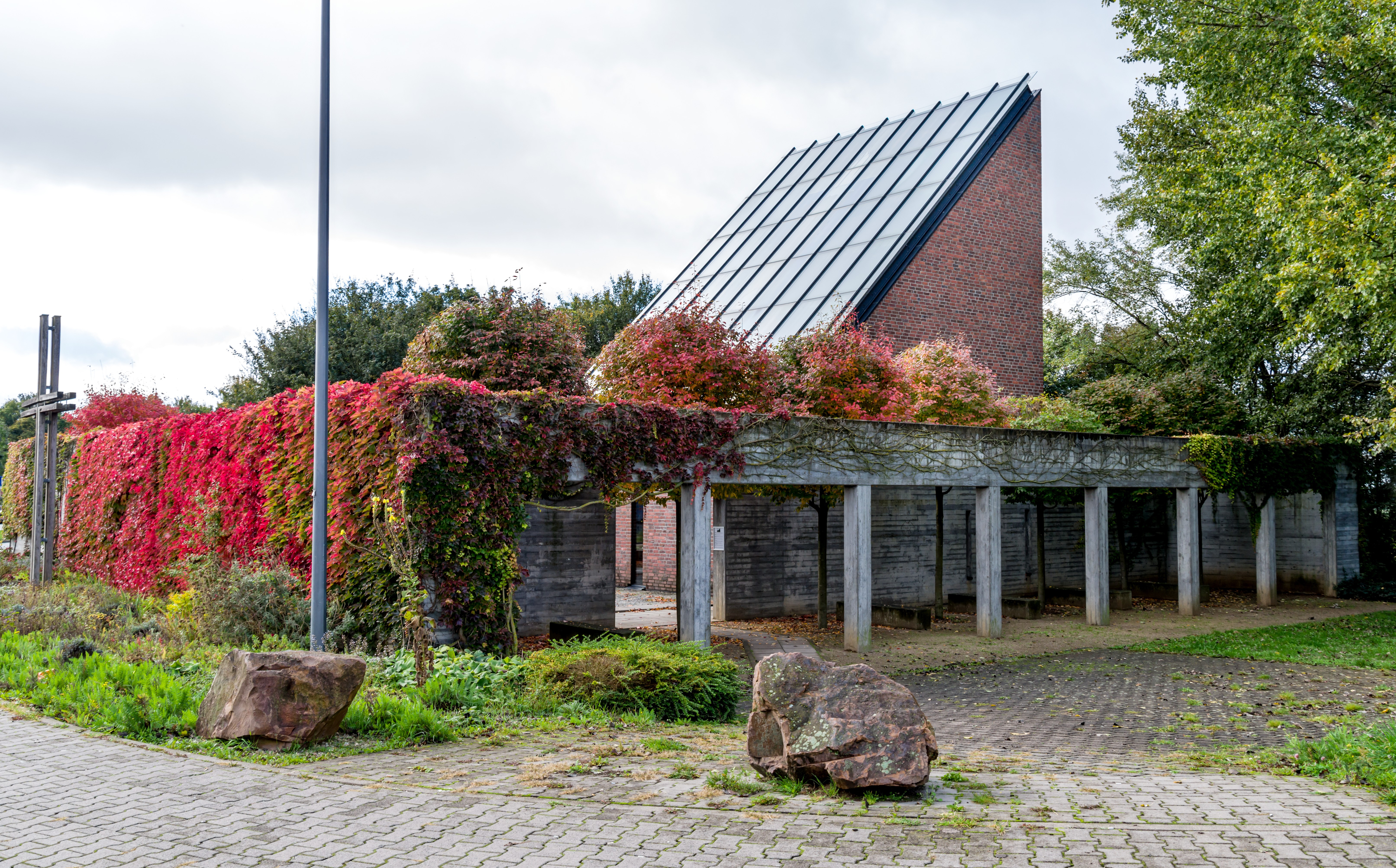
Autobahnkirche Medenbach

Hans Waechter (* 22. Mai 1936 in der Uckermark; † 26. November 2020) war ein deutscher Architekt und Hochschullehrer.
Hans Waechter wurde in der Uckermark geboren, wuchs in Bonn und Aachen auf und studierte Architektur an der Technischen Universität München. Nach ersten beruflichen Tätigkeiten trat er 1963 in das Büro von Margot und Joachim Schürmann in Köln ein. Joachim Schürmann erhielt 1966 einen Ruf an die Technische Hochschule Darmstadt; Hans Waechter folgte als Oberassistent.
Seit 1967 betrieb Waechter ein eigenes Architekturbüro in Mühltal-Trautheim bei Darmstadt. Hans Waechter hat zahlreiche Wettbewerbe gewonnen und war als Preisrichter tätig. Mehrfach wurde er für seine Entwürfe und Bauten ausgezeichnet, unter anderem mit der Johann-Wilhelm-Lehr-Plakette für die Turnhalle der St. Ursula-Schule in Geisenheim und der Autobahnkirche Medenbach sowie der Joseph-Maria-Olbrich-Plakette für das Atelier- und Wohnhaus Waechter in Mühltal-Trautheim.
Waechter war von 1972 bis 2001 Professor für das Fachgebiet „Entwerfen und Gebäudekunde“ an der TU Darmstadt. 1998 bis 1999 war er Dekan des Fachbereichs Architektur.
Er war Mitglied des Bund Deutscher Architekten (BDA) und Vorsitzender des BDA Darmstadt/Starkenburg (1986–1991), Vorsitzender des BDA Hessen (1991–1995) und Vertreter des BDA in Gremien und in der Vertreterversammlung der Architekten- und Stadtplanerkammer Hessen AKH (1976–2001). 2013 wurde er Ehrenmitglied des BDA Hessen.